# Сорокин, Сергей Дмитриевич
Серге́й Дми́триевич Соро́кин (5 июня 1910, Никольск — 16 февраля 1973, там же) — участник Великой Отечественной войны, Герой Советского Союза.

## Биография
Родился в крестьянской семье. Окончил 8 классов. Работал стеклодувом на стеклянном заводе.
В 1941 году призван в Красную Армию. В 1943 году окончил Ульяновское танковое училище.
С мая 1944 года на фронте. Командовал самоходной артиллерийской установкой 954-го самоходного артиллерийского полка 72-го стрелкового корпуса.
15 августа 1944 года отражая атаку противника экипаж Сорокина уничтожил танк и 3 БТР противника. 17 августа 1944 года первым вышел на Государственную границу СССР с Восточной Пруссией в районе деревни Байорайце в Литовской ССР, уничтожив в бою 3 вражеских танка, был ранен, но продолжал бой.
С 1945 года член КПСС. Демобилизовался в 1946 году. Вернулся в родной город, где работал на стекольном заводе.

## Память
В селе Славское Калининградской области в средней школе открыт музей Сергея Сорокина. В Никольске его именем названа улица и установлен бюст.

## Награды
- Герой Советского Союза (24 марта 1945);
- орден Ленина (24 марта 1945);
- орден Отечественной войны 2-й степени;
- орден Красной Звезды;
- медали.